# Новые Татышлы
Новые Татышлы (баш. Яңы Тәтешле) — село в Татышлинском районе Башкортостана, административный центр Новотатышлинского сельсовета.
Расположено на реке Большая Бальзуга (приток Юга) в 8 км к юго-востоку от села Верхние Татышлы (райцентр) и в 160 км к северу от Уфы. Расстояние до ближайшей ж/д станции Куеда — 35 км.

## Население
| 2002 | 2009 | 2010 |
| ---- | ---- | ---- |
| 611  | ↘534 | ↗550 |

Национальный состав
Согласно переписи 2002 года, преобладающая национальность — удмурты (82 %).

## Культура
В селе Новые Татышлы функционирует удмуртский историко-культурный центр.
Созданы народные фольклорные ансамбли «Шулдыр жыт» («Веселый вечер»), «Учы ныл» («Соловушка»), «Марӟан» («Жемчужина»), «Ӟеч малпанъёс» («Добрые мечты»), народный мужской вокальный  ансамбль «Ӧрӟи» («Орел»), детский образцовый оркестр русских народных инструментов «Ложкари», ансамбль «Юные гусляры», детский фольклорный ансамбль «Вуюись» («Радуга»), фольклорный ансамбль «Ошмес».

## Религия
В селе есть мечеть.